# 伊爾河
伊爾河（法語發音：[il]）是法國的河流，位於該國東北部阿尔萨斯，屬於莱茵河的支流，發源自汝拉山，河道全長216.7公里，集水區面積4760平方公里，平均流量每秒59.6立方米。

## 外部連結
- http://www.geoportail.fr （页面存档备份，存于）
- Sandre数据库中的伊尔河